# Лелик Петро
Петро Васильович Лелик (1960, Лосяч — 3 лютого 2013, Київ) — український політолог, радник прем'єр-міністра Л.Кучми (1992—1993), керівник аналітичного центру при президентові України Л.Кучмі (1994—2004), автор багатьох публікацій.

## Біографія
У 1987 році опублікував у співавторстві з Андрієм Лазарчуком російськомовну статтю «Голем хочет жить», у якій критично аналізувалося походження і становлення радянського адміністративно-господарського апарату. З огляду сучасності у тій статті не були враховані усі вагомі обставини і тому висновки й рекомендації вийшли хибними.
1989—1990 рр. — довірена особа на виборах у ВР УРСР відомого дисидента В.Чорновола.
1990—1992 пацював в обласній раді Львівської обл.
1992—1993 рр. — радник прем'єр-міністра Л.Кучми.
1994—2004 рр. — керівник управління з внутрішньої політики України при Адміністрації Президента Л.Кучми.
1994—2004 рр. — керівник аналітичного центру при президентові України Л.Кучмі.
Після Помаранчевої революції був усунутий з займаної посади але продовжував займатися політологією і публіцистикою. «Критикував» «помаранчевих» керівників держави В.Ющенка, Ю.Тимошенко і A.Яценюка (останнього порівнював з царевбивцею Я.Свердловим)… за відсутність державного мислення, за дріб'язковість і за допущення в Україні панування олігархату «Великого базару» і практики соціал-дарвінізму. Після приходу до влади В.Януковича передбачав ще один Майдан («другу українську революцію» організовану іноземцями з метою розколу України), що і справдилося у листопаді-грудні 2013 року у вигляді Євромайдану.
Головним завданням української держави в сучасних умовах він вважав «усунення великого капіталу від влади і припинення практики соціал-дарвінізму».
Раптово помер 3 лютого 2013 року у 52-річному віці.

## Публікації
- Голем хочет жить (1987 у авторстві з Андрієм Лазарчуком) (рос.) — лауреат Міжнародної літературної премії в області фантастики імені А. і Б. Стругацьких від 2002 року.
- Зимбабве как национальная мечта — 1 (2009) (рос.)
- Зимбабве как национальная мечта — 2 (2009) (рос.)
- Країна загального режиму — 1 (2011)
- Країна загального режиму — 2 (2011)